# Relations entre le Qatar et la Turquie
Les relations entre le Qatar et la Turquie sont marquées par une alliance assez forte depuis que les deux Etats se sont mutuellement et officiellement reconnus en 1972. Récemment, une convergence de vues concernant la Guerre civile syrienne et la révolution égyptienne de 2011 les a rapprochés. 

## Relations politiques
Les premiers accords bilatéraux datent des années 1980, mais prennent véritablement de l'ampleur dans les années 2000.
Le Qatar et la Turquie se sont opposés à la prise du pouvoir par Abdel Fattah al-Sissi en Égypte en 2014, tout en soutenant les Frères musulmans. Ils soutiennent également les mêmes groupes politiques en Libye et les mêmes rebelles en lutte contre le régime en Syrie.
Lors du coup d'État manqué en Turquie en juillet 2016, l'émir du Qatar Tamim ben Hamad Al-Thani apporte un soutien ferme au président turc Erdogan.
En juin 2017, après la mise sous quarantaine du Qatar par plusieurs pays du Golfe, le président turc critique les sanctions prises et annonce la poursuite du développement des relations entre les deux pays.

## Relations économiques
Environ 8000 turcs vivent au Qatar. Plus de 200 sociétés turques sont présentes dans l'Emirat. Les échanges économiques ont atteint fin 2015 plus de 1,2 milliard de dollars contre 769 millions en 2013. 
Le Qatar va devenir un important fournisseur de gaz naturel liquéfié pour la Turquie, après la signature en décembre 2015 d'un contrat en ce sens, qui ne fixe cependant pas encore le volume concerné. 
Un important gazoduc acheminant le gaz qatari vers la Turquie (et au-delà vers l'Europe) a été proposé.
QIA possède des actifs en Turquie, dont la banque Finansbank achetée fin 2015.

## Coopération militaire

### La Syrie
Les deux pays souhaitent le départ de Bachar el-Assad. 

### Base turque au Qatar
En 2016, un accord a été signé entre les deux pays pour la construction au Qatar d'une base militaire turque permanente. Cet accord permettra à la Turquie de disposer à terme d'une présence militaire d'environ 3 000 soldats dans le golfe Persique. Alors qu'une crise diplomatique éclate le 5 juin 2017 entre divers pays arabes et le Qatar, la Turquie – dont le président Recep Erdogan déplore immédiatement « l'isolement » et les « sanctions » contre son allié – annonce accélérer l'envoi de ses premiers contingents militaires avec le vote express en ce sens du parlement turc le 7 juin.
La Turquie a vendu des centaines de véhicules blindés au Qatar, notamment des Ejder Yalcin et des NMS 4x4 Yörük.

## Relations culturelles
En 2014, la construction d'un village turc au Qatar a été lancée.
L'Année culturelle Qatar-Turquie s'est tenue en 2015 à l'initiative du gouvernement qatari dans le but d'améliorer la coopération culturelle entre les deux pays.